# LVII Festival Internacional de la Canción de Viña del Mar
El LVII Festival Internacional de la Canción de Viña del Mar, también conocido como Viña 2016, se realizó entre el 22 y el 27 de febrero de 2016 en el Anfiteatro de la Quinta Vergara, en la ciudad chilena de Viña del Mar.

## Artistas

### Cantantes y grupos
- Marco Antonio Solís
- Ricardo Montaner
- Eros Ramazzotti
- Ana Torroja
- Alejandro Sanz
- Luis Jara
- Lionel Richie
- Rick Astley
- Pablo Alborán
- Nicky Jam
- Wisin
- Javiera Mena
- Don Omar

### Humoristas
- Edo Caroe
- Rodrigo González
- Natalia Valdebenito
- Pedro Ruminot
- Los Locos del Humor
- Ricardo Meruane

## Desarrollo
|        | Obertura.                  |
|        | Competencia folclórica     |
|        | Competencia internacional. |
| G / G  | Gaviota de plata / oro     |
| UTC -3 | Hora de Chile              |

### Día 1 - Lunes 22
| N.º | Nombre              | Descripción                 | Actuación   | Sintonía | Premios             | Lista de temas / Rutina |
| --- | ------------------- | --------------------------- | ----------- | -------- | ------------------- | --- |
| O   | Power Peralta       | Obertura del Festival       | 21:58 22:09 |          | —                   | |
| 1   | Marco Antonio Solís | Cantante latino de baladas. | 22:23 00:01 | 42       | G (23:35) G (23:46) | Ver lista 1. Intro 2. Sin pensarlo 3. De mil amores 4. Cuando te acuerdes de mí 5. Si te pudiera mentir 6. Morenita 7. La venia bendita 8. De mil amores 9. Tú me vuelves loco 10. Dónde estará mi primavera 11. Tu cárcel (Los Bukis) 12. A que me quedo contigo 13. Viva el amor 14. O me voy o te vas 15. Sigue sin mí 16. Yo vendo unos ojos negros (cover Los Huasos Quincheros) 17. El perdedor 18. Mi eterno amor secreto 19. Si no te hubieras ido 20. Más que tu amigo |
| 2   | Edo Caroe           | Humorista y mago.           | 00:21 01:36 | 41       | G (01:13) G (01:34) | Ver lista - Política - Actos de magia |
| 3   | Ricardo Montaner    | Cantante de pop latino      | 02:37 04:02 |          | G (03:34) G (03:36) | Ver lista 1. Lo mejor está por venir 2. A dónde va el amor 3. Será 4. El poder de tu amor 5. Solo con un beso 6. Castillo azul 7. Resumiendo 8. Se desesperaba 9. Soy feliz 10. Vamos pa' la conga 11. Tan enamorados 12. Bésame la boca 13. Me va extrañar 14. En el último lugar del mundo 15. Déjame llorar 16. La cima del cielo |

### Día 2 - Martes 23
| N.º | Nombre           | Descripción                      | Actuación   | Sintonía | Premios             | Lista de temas / Rutina |
| --- | ---------------- | -------------------------------- | ----------- | -------- | ------------------- | --- |
| 1   | Eros Ramazzotti  | Cantante de pop latino y baladas | 22:17 23:43 | 39,7     | G (23:28) G (23:36) | Ver lista 1. La sombra del gigante 2. Donde hay música 3. Terra promessa 4. Estrella gemela 5. Flor nacida ayer 6. Più che puoi 7. Si bastasen un par de canciones 8. Una historia importante / Ahora tú / La aurora 9. Una idea especial 10. Otra como tú 11. Por ti me casaré 12. Fábula 13. Una emoción para siempre 14. Cosas de la vida 15. Fuoco nel fuoco 16. La cosa más bella |
| 2   | Rodrigo González | Humorista de stand-up comedy.    | 23:59 00:50 | 39,6     | G (00:42) G (00:44) | Ver lista |
| 3   | Ana Torroja      | Cantante de baladas              | 01:57 03:17 |          | G (02:55) G (02:56) | Ver lista 1. La fuerza del destino 2. Hoy no me puedo levantar 3. A contratiempo 4. Cruz de navajas 5. Ya no te quiero 6. Los amantes 7. Maquillaje 8. Mujer contra mujer (con Paty Cantú) 9. El 7 de septiembre 10. Duele el amor (con Gepe) 11. Ay qué pesado 12. Un año más 13. Hijo de la luna 14. Corazones 15. Barco a Venus 16. Me cuesta tanto olvidarte                       |

### Día 3 - Miércoles 24
| N.º | Nombre              | Descripción                                                                | Actuación   | Sintonía | Premios             | Lista de temas / Rutina |
| --- | ------------------- | -------------------------------------------------------------------------- | ----------- | -------- | ------------------- | --- |
| 1   | Alejandro Sanz      | Cantante de balada romántica, pop rock, flamenco, rock latino y pop latino | 22:19 23:41 |          | G (23:23) G (23:35) | Ver lista 1. Quisiera ser 2. Desde cuando (con Paty Cantú) 3. No me compares 4. La música no se toca 5. Amiga Mia 6. Mi soledad y yo 7. Y si fuera ella 8. Corazón partío (con Javiera Mena) 9. Un zombi a la intemperie (con Ana Torroja) 10. Looking for paradise 11. No es lo mismo 12. Lo ves 13. A que no me dejas 14. Viviendo deprisa 15. Pisando fuerte (Jamming) |
| 2   | Natalia Valdebenito | Humorista de stand-up comedy.                                              | 23:51 01:01 |          | G (00:43) G (00:51) | Ver lista |
| 3   | Luis Jara           | Cantante de baladas                                                        | 02:04 03:11 |          | G (02:48) G (02:56) | Ver lista 1. Cerca 2. No se olvidarte 3. Amor prohibido 4. Que puedo hacer 5. Quiero amanecerte lentamente 6. Que no daría 7. Envidia 8. Las cosas cambian 9. Amame 10. Mañana 11. Un golpe de suerte |

### Día 4 - Jueves 25
| N.º | Nombre        | Descripción                              | Actuación   | Sintonía | Premios             | Lista de temas / Rutina |
| --- | ------------- | ---------------------------------------- | ----------- | -------- | ------------------- | --- |
| 1   | Lionel Richie | Cantante de pop anglo y rhythm-and-blues | 22:16 23:43 |          | G (23:21) G (23:37) | Ver lista 1. Running With the Night 2. Penny Lover 3. Easy/My Love 4. Ballerina Girl 5. You Are 6. Stuck on You 7. Brick House/Fire 8. Three Times a Lady 9. Lady (You Bring Me Up) 10. Endless Love 11. Say You, Say Me 12. Dancing On The Ceiling 13. Hello 14. All Night Long (All Night) 15. We Are The World |
| 2   | Pedro Ruminot | Humorista de stand-up comedy.            | 23:58 00:53 | 39       | G (00:48)           | Ver lista |
| 3   | Rick Astley   | Cantante de pop anglo                    | 01:50 03:01 |          | G (02:45) G (02:46) | Ver lista 1. Together Forever 2. It Would Take a Strong Strong Man 3. She Wants to Dance With Me 4. Keep Singing 5. When I Fall in Love (cover de Nat King Cole) 6. Take Me to Your Heart 7. Hold Me in Your Arms 8. Ain’t Too Proud to Beg (cover de The Temptations) 9. Uptown Funk (cover de Mark Ronson y Bruno Mars) 10. Cry For Help 11. Pray With Me 12. Whenever You Need Somebody 13. Never Gonna Give You Up |

### Día 5 - Viernes 26
| N.º | Nombre              | Descripción                       | Actuación   | Sintonía | Premios             | Lista de temas / Rutina |
| --- | ------------------- | --------------------------------- | ----------- | -------- | ------------------- | --- |
| 1   | Pablo Alborán       | Cantante de baladas               | 22:12 23:41 |          | G (23:13) G (23:15) | Ver lista 1. La escalera 2. Pasos de cero 3. Perdóname 4. Te he echado de menos 5. Miedo 6. Quimera 7. Dónde está el amor 8. Tanto 9. Éxtasis (con Francisca Valenzuela) 10. Un buen amor 11. Silencio 12. Recuérdame 13. Quien 14. Volver a empezar 15. Solamente tú 16. Por fin 17. Vívela |
| 2   | Los Locos del Humor | Humoristas                        | 00:03 00:51 | 47       | G (00:41) G (00:44) | Ver lista |
| 3   | Nicky Jam           | Cantante de reguetón y "tropipop" | 02:00 03:11 |          | G (02:58) G (02:59) | Ver lista 1. Travesuras 2. Si tú no estás 3. Cheerleader (Remix) 4. Una noche más 5. Sunset 6. Voy a beber 7. Hasta el amanecer 8. Como lo hacía yo 9. Fanática sensual (Remix) 10. Ay vamos (Remix) 11. Suele suceder (Remix) 12. Te busco 13. El perdón                                    |

### Día 6 - Sábado 27
Originalmente, iniciaría con Don Omar y cerraría con Wisin, pero debido al retraso de Don Omar en su vuelo a Chile se debió reordenar la parrilla programática del festival, dejando que Wisin iniciara la última noche y Don Omar cerrara.
| N.º | Nombre          | Descripción            | Actuación   | Sintonía | Premios             | Lista de temas / Rutina |
| --- | --------------- | ---------------------- | ----------- | -------- | ------------------- | ----------------------- |
| 1   | Wisin           | Cantante de reguetón   | 22:08 23:38 |          | G (22:57) G (23:08) | Ver lista               |
| 2   | Ricardo Meruane | Humorista              | 00:01 00:47 | 39       | —                   | Ver lista               |
| 3   | Javiera Mena    | Cantante de electropop | 01:29 02:20 |          | G (02:17) G (02:19) | Ver lista               |
| 4   | Don Omar        | Cantante de reguetón   | 02:32 03:40 |          | G (03:22) G (03:24) | Ver lista               |

## Jurado
- Ricardo Montaner (presidente del jurado)[7]
- Rick Astley
- Renata Ruiz
- Luis Jara
- Humberto Sichel
- Javiera Mena[8]
- Julio César Rodríguez
- Ismael Cala[9]
- Ana Torroja
- Sandra Ossandón (jurado del pueblo)

## Competencias
Las canciones en competencia en esta edición del Festival fueron las siguientes:

### Género internacional
| País           | Título            | Intérprete(s)    | Autor(es); compositor(es)                                      | Posición                              |
| -------------- | ----------------- | ---------------- | -------------------------------------------------------------- | ------------------------------------- |
| Chile          | «Te quiero»       | Cristián y Lucía | Lucía Covarrubias                                              | Ganadora                              |
| Australia      | «Move on»         | Allison Elgueta  | Allison Elgueta y Shawnee Brennan                              | Finalista y ganadora mejor intérprete |
| México         | «Vas a ver»       | Alexander Acha   | Yoel Henríquez y Jorge Piloto; Alexander Acha                  | Finalista                             |
| Colombia       | «Noche de bodas»  | Salo             | Camilo Salazar y Andrés Reyes; Efraín Ardila                   | Eliminada                             |
| El Salvador    | «Todo para ti»    | Paty Menéndez    | Paty Menéndez                                                  | Eliminada                             |
| Estados Unidos | «Inesperadamente» | Tom Lowe         | Mitchel Delevie y Tom Lowe; Mitchel Delevie y Carlos Ferraresi | Eliminada                             |

### Género folclórico
| País           | Título                      | Intérprete(s)               | Autor(es); compositor(es)                           | Posición                              |
| -------------- | --------------------------- | --------------------------- | --------------------------------------------------- | ------------------------------------- |
| Panamá         | «Viene de Panamá»           | Afrodisíaco                 | Miroslava Herrera; Tatiana Ríos                     | Ganadora                              |
| Estados Unidos | «Canoíta»                   | Paulina Aguirre             | Paulina Aguirre; Paulina Aguirre y Benjamín Venegas | Finalista y ganadora mejor intérprete |
| Perú           | «Sandunguera»               | Maribel Chira               | Maribel Chira                                       | Finalista                             |
| Argentina      | «Soy chacarera»             | Martín Bravo y Lucas Ibáñez | Martín Bravo y Lucas Ibáñez                         | Eliminada                             |
| Chile          | «Invicto»                   | Alexis Venegas              | Alexis Venegas                                      | Eliminada                             |
| Colombia       | «Por el norte y por el sur» | Alé Kumá                    | Leonardo Gómez; Luis Díaz                           | Eliminada                             |

## Gala
La Gala del Festival de Viña del Mar da el puntapié inicial para inaugurar cada una de las ediciones, por esta desfilan los animadores del festival, así como  artistas, rostros de televisión, actores, periodistas, deportistas y modelos. La gala se realizó el 19 de febrero de 2016 en el Casino de Viña del Mar.[cita requerida] En el desfile por la alfombra roja se enfrentaron a la Glam Cam (54 fotografías simultáneas), la «shoes cam», la «heli cam» (drone), la cámara 360° y la «mani cam».[cita requerida]
Ésta fue conducida por Julio César Rodríguez y Francisca García-Huidobro, así como los comentarios de moda del diseñador Rubén Campos y las entrevistas de Carolina Mestrovic.[cita requerida] El encargado de abrirla fue el artista Ricardo Montaner cantando En el último lugar del mundo, canción compuesta por el compositor inspirado en Chile,[cita requerida] y los de cerrarla los animadores del Festival Carolina de Moras y Rafael Araneda.[cita requerida]

## Índice de audiencia
| Noche                                    | Fecha                                    | Índice de audiencia                      | Posición Diaria |
| ---------------------------------------- | ---------------------------------------- | ---------------------------------------- | --------------- |
| Gala                                     | 19 de febrero de 2016                    | 33,0                                     | #1              |
| 1°                                       | 22 de febrero de 2016                    | 26,9                                     | #1              |
| 2°                                       | 23 de febrero de 2016                    | 21,2                                     | #3              |
| 3°                                       | 24 de febrero de 2016                    | 24,7                                     | #1              |
| 4°                                       | 25 de febrero de 2016                    | 24,7                                     | #2              |
| 5°                                       | 26 de febrero de 2016                    | 28,7                                     | #1              |
| 6°                                       | 27 de febrero de 2016                    | 25,4                                     | #1              |
| Rating promedio (sin considerar la Gala) | Rating promedio (sin considerar la Gala) | Rating promedio (sin considerar la Gala) | 25,2            |

## Reina del Festival
En esta versión se eligió a la reina n° 35 del Festival de Viña del Mar, la primera vez que se eligió a una reina fue en 1979, pero oficialmente se elige desde 1982, la ganadora fue elegida mediante los votos de los periodistas acreditados, al día siguiente la reina electa fue coronada y recibió una banda, posteriormente debió dar el tradicional piscinazo que se realiza todos los años desde 2001.

### Candidatas paraReina del Festival
| #             | País                                    | Candidata            | Ocupación                        | Participa en                                                      | Canal         | Resultados       |
| ------------- | --------------------------------------- | -------------------- | -------------------------------- | ----------------------------------------------------------------- | ------------- | ---------------- |
| 1°            | Bandera de Chile                        | Nicole "Luli" Moreno | Bailarina y modelo               | Bienvenidos                                                       | Canal 13      | 144 votos 49,49% |
| 2°            | Bandera de Argentina · Bandera de Chile | Vanesa Borghi        | Modelo y animadora de televisión | Mucho gusto y Morandé con compañía                                | Mega          | 122 votos 41,92% |
| 3°            | Bandera de Argentina                    | Giselle Gómez Rolón  | Modelo, vedette y panelista      | Fichó por Toc Show (UCV) pese a ya no aparecer en aquel programa. | UCV TV        | 25 votos 8,59%   |
| Votos totales | Votos totales                           | Votos totales        | Votos totales                    | Votos totales                                                     | Votos totales | 291 votos        |